# Callita augathellae
Callita augathellae är en insektsart som beskrevs av Kenneth Hedley Lewis Key 1976. Callita augathellae ingår i släktet Callita och familjen Morabidae. Inga underarter finns listade i Catalogue of Life.